# Michael Richard Dawson
Michael Richard Dawson (Northallerton, 18 novembre 1983) è un ex calciatore inglese, di ruolo difensore.

## Biografia
Anche i fratelli maggiori Andy (nato nel 1978) e Kevin (nato nel 1981) avevano intrapreso la carriera da calciatori: in particolare, Andy è stato una bandiera di Scunthorpe Utd e Hull City, e dopo il ritiro dal calcio giocato, deciso nel 2015, ha rivestito ruoli da allenatore a interim o delle giovanili in entrambe le squadre.
Allo stesso modo, il nipote Joey (figlio di Andy, nato nel 2003) ha iniziato a giocare a calcio nello Scunthorpe Utd, diventandone il debuttante più giovane nell'agosto del 2019, quando ha esordito fra i professionisti a soli 16 anni, 2 mesi e 5 giorni in un incontro di coppa nazionale contro il Derby County. Si è poi unito al Celtic nell'estate del 2021, debuttando in prima squadra nel dicembre seguente.

## Carriera

### Club
Dawson, cresce a Leyburn, nel North York Shire. La sua prima squadra professionista, quella che lo fa esordire, è il Nottingham Forest. Esordisce in prima squadra a 19 anni, il 1º aprile 2002, nella sconfitta interna contro il Walsall. L'anno dopo s'impone già come titolare e nel terzo anno riesce anche a conquistare un posto nell'Inghilterra under 21.
Il Tottenham quindi si assicura le sue prestazioni per 7,005 milioni di euro. Qui compone la coppia centrale con Ledley King. Diventa dunque titolare fisso per i due anni successivi. Nell'annata 2007-2008 il francese Younes Kaboul contende con successo una maglia da titolare a Dawson, che nel maggio 2007 ha firmato un contratto che lo lega agli Spurs fino al 2012.
Dal gennaio 2010 è il capitano della sua squadra.
Il 26 agosto 2014 viene acquistato dall'Hull City, con cui firma un contratto triennale. Cinque giorni più tardi fa il suo esordio con la nuova maglia, nella sconfitta per 1-2 sul campo dell'Aston Villa. Il 28 aprile 2015 segna il suo primo gol con i Tigers, nella vittoria per 1-0 contro il Liverpool al KC Stadium.
Il 6 agosto 2021 annuncia il suo ritiro.

### Nazionale
Nel 2003 esordisce con l'under-21 inglese.
Nel giugno 2010 Fabio Capello lo inserisce tra i 30 preconvocati per il Mondiale sudafricano; inizialmente escluso dalla lista definitiva dei 23 convocati, viene in seguito chiamato a rimpiazzare l'infortunato Rio Ferdinand.
Ha fatto il suo debutto con la Nazionale inglese nell'amichevole contro l'Ungheria giocata l'11 agosto 2010, entrando nella ripresa al minuto "46".
Il 4 settembre seguente, nel corso della sua seconda presenza con la Nazionale (vittoria per 4-0 sulla Bulgaria in una sfida valida per le qualificazioni all'Europeo 2012) subisce un infortunio ai legamenti del ginocchio che lo obbliga a due mesi di stop.

## Statistiche

### Presenze e reti nei club
Statistiche aggiornate al 28 maggio 2016.
| Stagione                 | Squadra                  | Campionato               | Campionato | Campionato | Coppe nazionali | Coppe nazionali | Coppe nazionali | Coppe continentali | Coppe continentali | Coppe continentali | Altre coppe | Altre coppe | Altre coppe | Totale | Totale |
| Stagione                 | Squadra                  | Comp                     | Pres       | Reti       | Comp            | Pres            | Reti            | Comp               | Pres               | Reti               | Comp        | Pres        | Reti        | Pres   | Reti   |
| ------------------------ | ------------------------ | ------------------------ | ---------- | ---------- | --------------- | --------------- | --------------- | ------------------ | ------------------ | ------------------ | ----------- | ----------- | ----------- | ------ | ------ |
| 2001-2002                | Nottingham Forest        | FLC                      | 4          | 0          | FACup+CdL       | 0               | 0               | -                  | -                  | -                  | -           | -           | -           | 4      | 0      |
| 2002-2003                | Nottingham Forest        | FLC                      | 38+1       | 5          | FACup+CdL       | 1+2             | 0               | -                  | -                  | -                  | -           | -           | -           | 42     | 5      |
| 2003-2004                | Nottingham Forest        | FLC                      | 30         | 1          | FACup+CdL       | 0+1             | 0               | -                  | -                  | -                  | -           | -           | -           | 31     | 1      |
| 2004-gen. 2005           | Nottingham Forest        | FLC                      | 14         | 1          | FACup+CdL       | 1+2             | 0               | -                  | -                  | -                  | -           | -           | -           | 17     | 1      |
| Totale Nottingham Forest | Totale Nottingham Forest | Totale Nottingham Forest | 86+1       | 7          |                 | 7               | 0               |                    | -                  | -                  |             | -           | -           | 94     | 7      |
| gen.-giu. 2005           | Tottenham                | PL                       | 5          | 0          | FACup+CdL       | 0               | 0               | -                  | -                  | -                  | -           | -           | -           | 5      | 0      |
| 2005-2006                | Tottenham                | PL                       | 32         | 0          | FACup+CdL       | 1+0             | 0               | -                  | -                  | -                  | -           | -           | -           | 33     | 0      |
| 2006-2007                | Tottenham                | PL                       | 37         | 1          | FACup+CdL       | 6+5             | 0               | CU                 | 10                 | 0                  | -           | -           | -           | 58     | 1      |
| 2007-2008                | Tottenham                | PL                       | 27         | 1          | FACup+CdL       | 3+4             | 0               | CU                 | 6                  | 1                  | -           | -           | -           | 40     | 2      |
| 2008-2009                | Tottenham                | PL                       | 16         | 1          | FACup+CdL       | 2+5             | 0+1             | CU                 | 5                  | 0                  | -           | -           | -           | 28     | 2      |
| 2009-2010                | Tottenham                | PL                       | 29         | 2          | FACup+CdL       | 8+3             | 0               | -                  | -                  | -                  | -           | -           | -           | 40     | 2      |
| 2010-2011                | Tottenham                | PL                       | 24         | 1          | FACup+CdL       | 2+0             | 0               | UCL                | 6                  | 0                  | -           | -           | -           | 32     | 1      |
| 2011-2012                | Tottenham                | PL                       | 7          | 0          | FACup+CdL       | 4+0             | 0               | UEL                | 2                  | 0                  | -           | -           | -           | 13     | 0      |
| 2012-2013                | Tottenham                | PL                       | 27         | 1          | FACup+CdL       | 1+2             | 0               | UEL                | 4                  | 1                  | -           | -           | -           | 34     | 2      |
| 2013-2014                | Tottenham                | PL                       | 32         | 0          | FACup+CdL       | 1+1             | 0               | UEL                | 7                  | 0                  | -           | -           | -           | 41     | 0      |
| Totale Tottenham         | Totale Tottenham         | Totale Tottenham         | 236        | 7          |                 | 48              | 1               |                    | 40                 | 2                  |             | -           | -           | 324    | 10     |
| 2014-2015                | Hull City                | PL                       | 28         | 1          | FACup+CdL       | 0               | 0               | UEL                | 0                  | 0                  | -           | -           | -           | 28     | 1      |
| 2015-2016                | Hull City                | FLC                      | 32+3       | 1          | FACup+CdL       | 1+1             | 0               | -                  | -                  | -                  | -           | -           | -           | 37     | 1      |
| 2016-2017                | Hull City                | PL                       | 22         | 3          | FACup+CdL       | 1+3             | 0+1             | -                  | -                  | -                  | -           | -           | -           | 25     | 4      |
| 2017-2018                | Hull City                | FLC                      | 13         | 1          | FACup+CdL       | 0               | 0               | -                  | -                  | -                  | -           | -           | -           | 13     | 1      |
| Totale Hull City         | Totale Hull City         | Totale Hull City         | 95+3       | 6          |                 | 6               | 1               |                    | -                  | -                  |             | -           | -           | 104    | 7      |
| Totale carriera          | Totale carriera          | Totale carriera          | 421        | 20         |                 | 61              | 2               |                    | 40                 | 2                  |             | -           | -           | 522    | 24     |

### Cronologia presenze e reti in nazionale
| Cronologia completa delle presenze e delle reti in nazionale ― Inghilterra | Cronologia completa delle presenze e delle reti in nazionale ― Inghilterra | Cronologia completa delle presenze e delle reti in nazionale ― Inghilterra | Cronologia completa delle presenze e delle reti in nazionale ― Inghilterra | Cronologia completa delle presenze e delle reti in nazionale ― Inghilterra | Cronologia completa delle presenze e delle reti in nazionale ― Inghilterra | Cronologia completa delle presenze e delle reti in nazionale ― Inghilterra | Cronologia completa delle presenze e delle reti in nazionale ― Inghilterra |
| Data                                                                       | Città                                                                      | In casa                                                                    | Risultato                                                                  | Ospiti                                                                     | Competizione                                                               | Reti                                                                       | Note                                                                       |
| -------------------------------------------------------------------------- | -------------------------------------------------------------------------- | -------------------------------------------------------------------------- | -------------------------------------------------------------------------- | -------------------------------------------------------------------------- | -------------------------------------------------------------------------- | -------------------------------------------------------------------------- | -------------------------------------------------------------------------- |
| 11-8-2010                                                                  | Londra                                                                     | Inghilterra                                                                | 2 – 1                                                                      | Ungheria                                                                   | Amichevole                                                                 | -                                                                          | 46’                                                                        |
| 3-9-2010                                                                   | Londra                                                                     | Inghilterra                                                                | 4 – 0                                                                      | Bulgaria                                                                   | Qual. Euro 2012                                                            | -                                                                          | 57’                                                                        |
| 9-2-2011                                                                   | Copenaghen                                                                 | Danimarca                                                                  | 1 – 2                                                                      | Inghilterra                                                                | Amichevole                                                                 | -                                                                          | 60’                                                                        |
| 26-3-2011                                                                  | Cardiff                                                                    | Galles                                                                     | 0 – 2                                                                      | Inghilterra                                                                | Qual. Euro 2012                                                            | -                                                                          |                                                                            |
| Totale                                                                     |                                                                            | Presenze                                                                   | 4                                                                          |                                                                            | Reti                                                                       | 0                                                                          |                                                                            |

## Palmarès

### Club

#### Competizioni nazionali
- Coppa di Lega inglese: 1

Tottenham Hotspur: 2007-2008

### Individuale
- PFA Football League Championship Team of the Year: 1[15]

2015-2016